# Kate Grace
Kate Grace (ur. 24 października 1988 w Sacramento) – amerykańska lekkoatletka specjalizująca się w biegach średniodystansowych.
Srebrna medalistka IAAF World Relays w sztafecie 4 × 1500 metrów (2014). W 2016 zajęła 8. miejsce w finałowym biegu podczas igrzysk olimpijskich w Rio de Janeiro. Półfinalistka światowego czempionatu w Londynie w kolejnym roku.
Złota medalistka mistrzostw USA.

## Osiągnięcia
| Rok  | Impreza              | Miejsce        | Konkurencja              | Pozycja    | Wynik    |
| ---- | -------------------- | -------------- | ------------------------ | ---------- | -------- |
| 2014 | IAAF World Relays    | Nassau         | sztafeta 4 × 1500 metrów | 2. miejsce | 16:55,53 |
| 2016 | Igrzyska olimpijskie | Rio de Janeiro | bieg na 800 metrów       | 8. miejsce | 1:59,57  |
| 2017 | Mistrzostwa świata   | Londyn         | bieg na 1500 metrów      | półfinał   | 4:16,70  |

## Rekordy życiowe
- Bieg na 800 metrów (stadion) – 1:57,20 (2021)
- Bieg na 800 metrów (hala) – 2:03,71 (2013)
- Bieg na 1500 metrów (stadion) – 4:01,33 (2021)
- Bieg na 1500 metrów (hala) – 4:04,86+ (2017)
- Bieg na milę (hala) – 4:22,93 (2017)